# Vittorio Fravezzi
Vittorio Fravezzi (Venezia, 21 agosto 1967) è un politico italiano dell'Unione per il Trentino.

## Biografia
Residente a Dro, qui è stato consigliere comunale dal 1995 al 2020, assessore e vicesindaco dal 1995 al 2000 e sindaco dal 2005 al 2020.
Nel 2013 è stato eletto senatore nel collegio uninominale Trentino Alto - Adige 2 (Rovereto) per la coalizione SVP - PATT - PD - UPT, ottenendo il 45,06% e precedendo Milena Bertagnin del Movimento 5 Stelle (23,82%) e Giorgio Leonardi di Popolo della Libertà e Lega Nord (23,70%).
Al Senato ha poi aderito al gruppo parlamentare Per le Autonomie (SVP-UV-PATT-UPT) - PSI - MAIE, diventando poi vicario dello stesso, in sostituzione del segretario del PSI Riccardo Nencini, divenuto Viceministro ai Trasporti.
il 29 marzo 2017 è eletto segretario del Senato della Repubblica in rappresentanza del gruppo parlamentare Per le Autonomie (SVP-UV-PATT-UPT) - PSI - MAIE.
Non si ricandida alle elezioni politiche del 2018.